# ماسوه
ماسوه (کردی: ماسۆ)، روستایی از توابع بخش مرکزی شهرستان نقده در استان آذربایجان غربی ایران است.

## جمعیت
این روستا در دهستان بیگم‌قلعه قرار دارد و براساس سرشماری مرکز آمار ایران در سال ۱۳۸۵، جمعیت آن ۶۸۲ نفر (۱۰۲ خانوار) بوده‌است.

### زبان و دین
مردم روستای ماسۆ مردم کرد هستند که به زبان کردی سورانی صحبت می‌کنند؛ دین‌شان اسلام و پیرو مذهب سنی هستند.